# Рут Бенедикт
Рут Бенедикт (англ. Ruth Fulton Benedict; 5 червня 1887, Нью-Йорк — 17 вересня 1948, Нью-Йорк) — американська антропологиня та етнологиня. Представниця етнопсихологічного напряму в американській антропології. Розвинула нову теоретичну схему вивчення культур на основі «моделей культури», досліджувала етос японської культури, розвінчувала расову теорію.
Обрана до Національної зали слави жінок, відзначена на Поверсі спадщини Джуді Чикаго.

## Дитинство
Народилася 5 червня 1887 в Нью-Йорку. Її мати Беатріс Шаттук працювала в місті шкільною учителькою, батько Фредерік С. Фултон будував кар'єру як гомеопатичний лікар і хірург. Хоча батько любив роботу і дослідження, це в кінцевому підсумку призвело до його передчасної смерті: підхопив невідоме захворювання під час операції в 1888 році. Через його хворобу сім'я переїхала назад у Норідж з Нью-Йорка на ферму матері бабусі й дідуся Рут. Через рік батько помер, коли Рут не було ще й двох років.
Мати важко переживала смерть чоловіка. Рут ненавиділа смуток матері та розглядала його як слабкість. Для неї найбільшим табу в житті було плакати перед людьми й показуючи вираження болю. Вона згадує: «Я не люблю свою матір, мене обурював її культ горя».
Немовлям Рут захворіла на кір, який залишив її частково глухою, що не було виявлено, поки вона не пішла в школу.

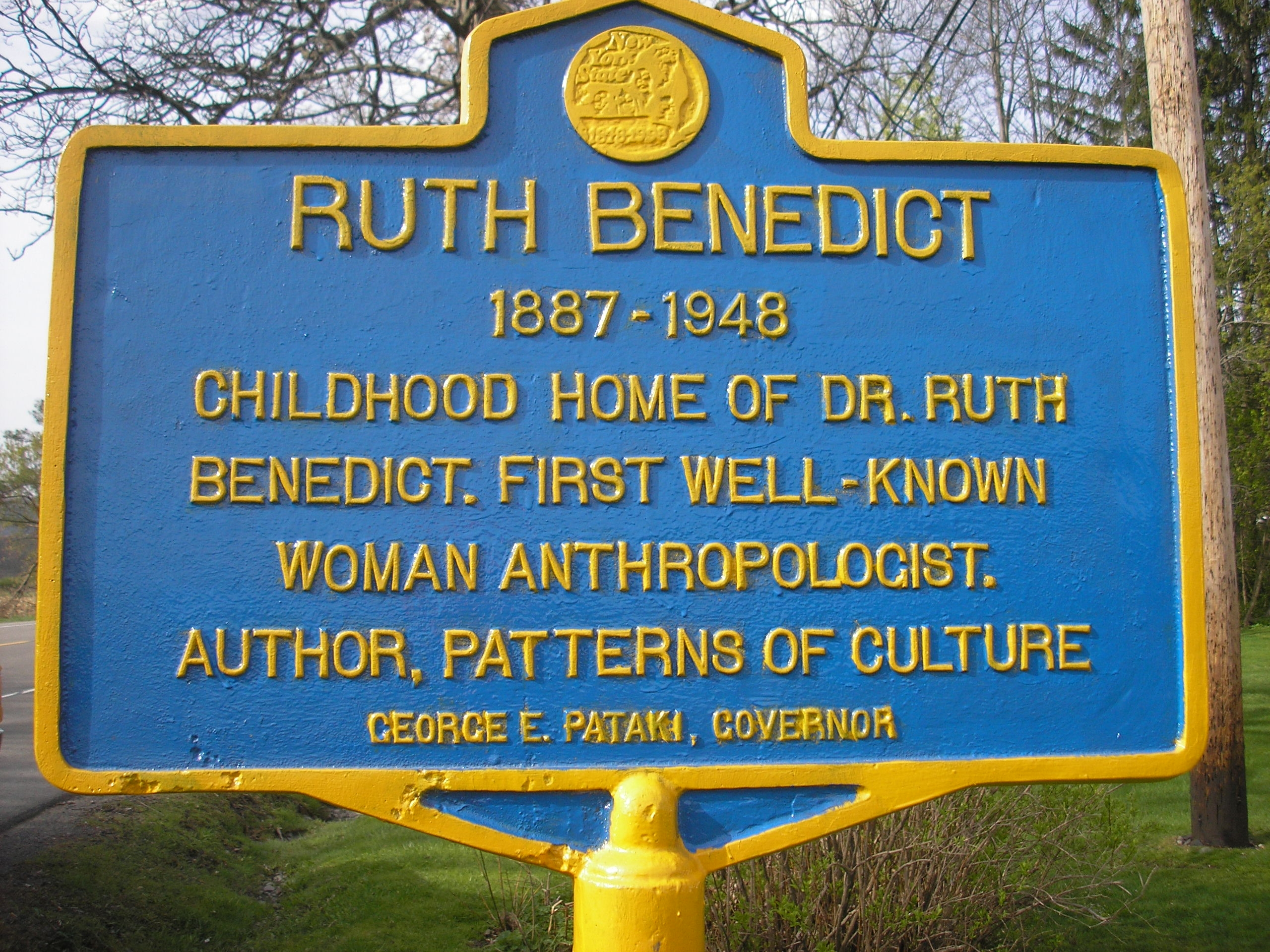
Дошка біля будинку, де Рут провела дитинство

Захоплення Бенедикт питаннями смерті почалося в ранньому віці. У книзі «Моделі культури» вивчала культуру «Pueblo» (Пуебло) і як вони мали справу з горем і смертю. Бенедикт описує, що люди можуть впоратися з реакціями на смерть, такими як розчарування і горе, по-різному. Всі спільноти мають соціальні норми, яким слідують; деякі дозволяють більше виразності, коли мають справу зі смертю, такі як траур, в той час, як іншим спільнотам подібного не дозволено.

## Освіта
1905 року Рут вступила до престижного коледжу Вассара, який закінчила в 1909 році зі ступенем бакалавра гуманітарних наук. У коледжі спеціалізувалася в галузі англійської літератури, але продовжувати кар'єру в цьому напрямку не стала.

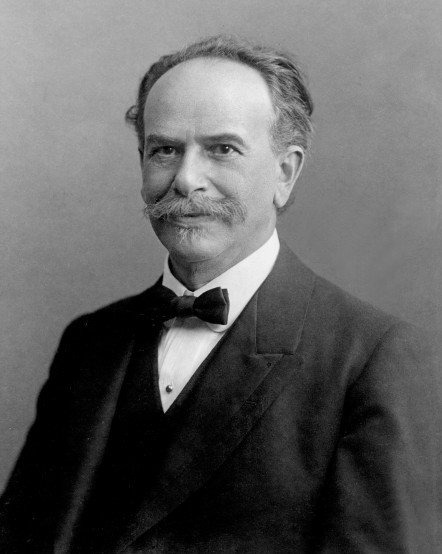
Франц Боас

Протягом наступних кількох років випробувала багато різних робочих місць: оплачувані громадські роботи для благодійної організації суспільства, викладання англійської у школі для дівчат в Лос-Анджелесі, Каліфорнія. Працюючи там, сформувала зацікавленість в Азії, що згодом вплинула на її вибір в антропології. Проте після року залишила викладати. У неї була депресія, й вона потерпала через важку самотність. Проте через читання таких авторів, як Волт Вітмен і Джеффріс, що підкреслювали ентузіазм, зберегла надії на краще майбутнє.
1921 року вступила до Колумбійського університету, де її науковим керівником став найбільший американський антрополог Франц Боас, якого вона, як і деякі інші учні, називала «тато Франц». 1923 року здобула ступінь доктора філософії, захистивши дисертацію на тему «Про духів-оберегів у Північній Америці».
У цей час почалася її дружба з молодими вченими Едуардом Сепір і Маргарет Мід, з якою вона, імовірно, мала романтичні стосунки і навіть переконала її поміняти спеціалізацію з психології на антропологію.

## Особисте життя
У 1914 році одружилася з молодим біохіміком Стенлі Бенедиктом.
У 1917 році під час експерименту Стенлі отруївся газом, і для відновлення здоров'я сім'я перебралася в літній будинок в Нью-Гемпширі. Вивчення культурної антропології Бенедикт почала в 1919 році, відвідуючи лекції Елсі Клюз Парсонс та Олександра Гольденвейзера в Новій школі соціальних досліджень. Водночас, дізнавшись про своє безпліддя, вирішила зайнятися наукою.
Чоловік був проти кар'єри Бенедикт. Крім того, через шлюб вона не отримувала за свою наукову діяльність в Колумбійському університеті платні, оскільки вважалося, що її забезпечує чоловік. 1930 року їх шлюб розпався, Бенедикт отримала посаду доцентки при Франці Боасі.
Маргарет Мід і Рут Бенедикт вважаються найвідомішими жінками-антропологами свого часу. Одна з причин, чому Мід та Бенедикт добре ладнали, в тому, що обидві розділяли пристрасть до роботи, і кожна відчувала гордість бути успішною працюючою жінкою в той час, коли це було рідкістю. Вони були відомими критиками роботи одне одної. Обидві хотіли знищити стереотипи про жінок того часу, бажали показати, що працюючі жінки можуть бути успішними.
У мемуарах про своїх батьків, дочка Маргарет Мід припускає, що відносини між Рут і Маргарет були частково сексуальними.

## Робота в університеті
У 1934 році Бенедикт очолила відділення антропології Колумбійського університету. 1941 року стала членом-засновницею Інституту інтеркультурних досліджень. Одночасно службою військової інформації США їй було доручено провести аналіз японської культури. Результатом стала знаменита робота «Хризантема і меч». 1945 року надійшла пропозиція роботи в Німеччині, але вона відмовилася через проблеми зі здоров'ям.
1946 року отримала грант у розмірі 100 000 доларів на порівняльне дослідження 7 різних культур. Після попередньої підготовки збиралася поїхати в східну Європу для перевірки достовірності своїх висновків, але 17 вересня 1948 померла.

## Наукова діяльність
Брала участь в експедиціях з вивчення північноамериканських племен:
- серрано (1922),
- зуньї (1924),
- кочіті (1925)
- піма (1926)[12].

Основою її власного методу став пошук відмінностей в культурах (ізоморфізм культур), виражений у своєрідності звичаїв і поведінки.

### «Моделі культури»
У 1934 році вийшла книга Бенедикт «Моделі культури» (Patterns of Culture). Книга перекладена 14 мовами і викладається в американських університетах як класична праця з культурної антропології. Саме в цій праці Бенедикт розвинула нову теоретичну схему вивчення культур. В основі дослідження лежить концепція «моделей культури», спрямована на виявлення властивого кожній культурі єдності — центрального стрижня, загальної теми культури, визначальної конфігурації всіх її елементів. Цей центральний момент Бенедикт називає етосом культури. За Бенедикт, природа окремої людини настільки пластична, що суспільство «ліпить» з неї щось собіподібне.
Основна ідея в структурі культури є, відповідно до передмови Маргарет Мід, «людські культури як особистість з великої літери». Як пише Бенедикт в цій книзі, «Культура як особистості, більш-менш послідовна модель думки й дії». Кожна культура, як вона довела, вибирає з «великої дуги людських можливостей» тільки кілька характеристик, які стають провідними особистісними рисами осіб, що проживають в цій культурі. Ці риси містять взаємопов'язане сузір'я естетики й цінностей в кожній культурі, які разом складаються в унікальний гештальт.
Бенедикт висловлює віру в культурний релятивізм. Вона хотіла показати, що кожна культура має свої власні моральні імперативи. Вона заперечувала принижування звичаїв або цінності культури, відмінної від власної. Ми не повинні намагатися оцінити людей за нашими мірками.

### «Раси людства»
Одна з менш відомих робіт Бенедикт ― брошура «Раси людства», написана з колегою Джин Велвіш з кафедри антропології Колумбійського університету. Ця брошура була призначена для американських військ. У ній простою мовою, з ілюстраціями, були викладені науково обґрунтовані аргументи проти расової теорії.

### «Хризантема і меч»
«Хризантема і меч» (The Chrysanthemum and the Sword), видана в 1946: основною метою авторки було виявлення етосу японської культури. Крім того, через принципову неможливість вивчати японську культуру зсередини (книга написана під час Другої світової війни, де США протистояла Японія), Рут Бенедикт був запропонований і теоретично обґрунтований метод вивчення культури на відстані, що будується на вивченні історичних досліджень, мемуарів мандрівників, художньої літератури, філософії й релігії, пропагандистських та політичних матеріалів. Через неспроможність відвідати нацистську Німеччину чи Японію під Хірохіто антропологи використовували культурні матеріали для досліджень на відстані. Вони намагалися зрозуміти культурні традиції, які могли б бути рушійною силою агресії, і сподівався знайти можливі слабкості, або впливові засоби переконання.
Робота Бенедикт включала велике дослідження, спрямоване на розуміння японської культури, що значною мірою було завершене в 1944 році. Американці не могли зрозуміти особливості японської культури. Наприклад, вважали цілком природним для американських військовополонених хотіти, щоб їх сім'ї знали, що вони живі, і мовчати, коли їх запитують інформацію про пересування військ і т. д., в той час, як японські військовополонені навіть не намагалися зв'язатися зі своїми родинами. Бенедикт акцентує на важливій ролі у розумінні місця імператора Японії в японській попкультурі.

## Основні праці
- Patterns of Culture. — Boston-New York: Houghton, Mifflin and Company, 1934. — 260 p.
- Race: Science and Politics. — New York: Modern Age Books, 1940. — 274 p.
- The Races of Mankind (with Gene Weltfish) // Public Affairs Pamphlet. — No. 85. — New York: Public Affairs Committee, Inc., 1943.
- The Chrysanthemum and the Sword, Palterns of Japanese Culture. — Boston: Houghton, Mifflin Company, 1946. — 324 p.

## Переклади українською
У травні 2025 року у видавництві «Стилет і стилос» вийшов український переклад книжки Рут Бенедикт «Хризантема і меч». Перекладач — Богдан Передрій.